# Jean-Baptiste Symon de Solémy
Jean-Baptiste Symon de Solémy est un général français né le 30 octobre 1746 à Verdun en Lorraine, d'une famille d'ancienne bourgeoisie originaire de Provence, et décédé le 5 janvier 1834 à Bourg-Saint-Andéol.

## Biographie
Il entra dès l'âge de onze ans comme sous-lieutenant dans le régiment de Conti avec une dispense d'âge accordée en raison des services rendus par son père et son grand-père. 
Il fit les campagnes de 1757, et 1758 et les suivantes, pendant la guerre de Sept Ans, sur les côtes. Il fut nommé capitaine dans le même régiment, en décembre 1761 ; capitaine-commandant des chasseurs en 1777, et chevalier de l’ordre royal et militaire de Saint-Louis, le 1er septembre 1781. M. de Solémy passa du régiment de Barrois dans celui de l’Île-de-France, avec le grade de major, le 27 avril 1783, et fut nommé, le 20 avril 1788, lieutenant-colonel du régiment de Brie, puis colonel de ce même régiment, le 25 juillet 1791. 
Émigré, en septembre 1791, il fut pourvu du commandement de la compagnie formée par les officiers de son régiment à Ath, et nommé, en 1792, major de la 2e division d’infanterie de l’armée des princes, avec laquelle il fit la campagne de cette année. Après le licenciement de cette armée, il passa à celle de Condé en qualité de fourrier-major d’une compagnie de gentilshommes, et fit ensuite les fonctions de major de brigade des chasseurs nobles pendant la campagne de 1793. 
Le 19 juillet, lors de l'affaire de Bellheim, où 80 émigrés s’emparèrent d’une redoute, défendue par 300 républicains, un grand nombre de ces derniers étaient demeurés prisonniers de guerre et s’attendaient à de cruelles représailles ; M. de Solémy, chargé par le prince de Condé de leur annoncer comment ils seraient traités, leur dit : « Vous nous égorgez, quand nous avons le malheur de tomber entre vos mains ; mais fidèle aux principes de religion et d’humanité que nous professons tous, le prince qui nous commande m’a ordonné de vous faire donner tous les secours qui vous sont nécessaires. » Solémy se trouva aux affaires des 20 et 21 août, du 12 septembre et du 13 octobre, blessé à la bataille de Berstheim, le 2 décembre, il fut nommé, le 27 du même mois, 1er aide-major-général à la même armée. Il fit les campagnes de 1794, 1795 et 1796, fut grièvement blessé au combat d’Oberkamlach, où il commandait la colonne de droite, le 13 août, et continua de prendre part à toutes les actions de cette armée jusqu’au licenciement effectué en 1801. Il avait été créé maréchal de camp, le 5 janvier 1797. 
Après avoir rejoint le prince de Condé en Volhynie, au mois d’avril 1798, et s’être trouvé à toutes les affaires, il fut chargé par ce Prince, à celle de Constance, le 7 octobre 1799, de diriger la retraite du régiment de Razumovsky, et à celle de Rosenheim, le 1er décembre 1800, de diriger également l’infanterie, placée au-delà du pont pour protéger la retraite de la cavalerie, ce qu’il exécuta, en ne se retirant que le dernier. Lors de la première Restauration, M. de Solémy fut nommé commandeur de l’ordre royal et militaire de Saint-Louis, le 23 août 1814, et admis à la retraite à la fin de cette année. 
Le père de Solémy, capitaine au régiment de Conti, avait été blessé à l’affaire de Pierrelongue ; et son aïeul lieutenant-colonel du même régiment et brigadier d’infanterie des armées du roi, après avoir fait toutes les campagnes depuis 1703, et avoir donné des preuves de valeur dans 15 sièges et 4 batailles, fut tué le 30 septembre 1744, à celle de la Bataille de la Madonne de l'Olmo, qui se donna pendant le siège de Coni.
S.M. Louis XVIII écrivit de sa main à M. de Solémy, au sujet de sa blessure :

À Blankenbourg, ce 5 janvier 1797.

« Je suis trop satisfait de vos services, monsieur, pour ne pas vous l’exprimer moi-même, et vous parler en même temps de tout l’intérêt que j’ai pris à votre blessure ; j’espère qu’elle n’aura aucune suite fâcheuse.
 
Votre zèle pourrait vous faire regarder la perte d’un bras comme indifférente ; mais je ne pense pas de même, et je sens combien il m’est nécessaire que vous conserviez les deux vôtres. Soyez persuadé, monsieur, de tous mes sentiments pour vous. »

« Signé Louis. »

## Sources
- Dictionnaire historique et biographique des généraux français, Jean-Baptiste-Pierre Jullien de Courcelles, 1820